# Dzięcioł trójpalczasty

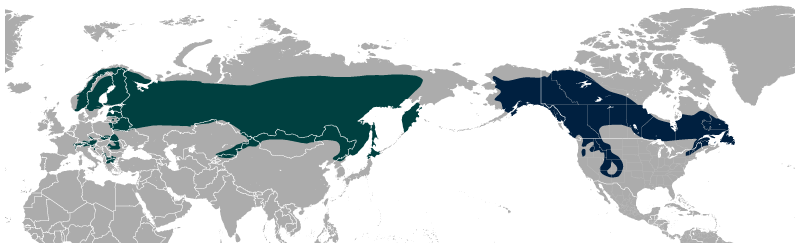
Zasięg P. tridactylus i P. (t.) dorsalis

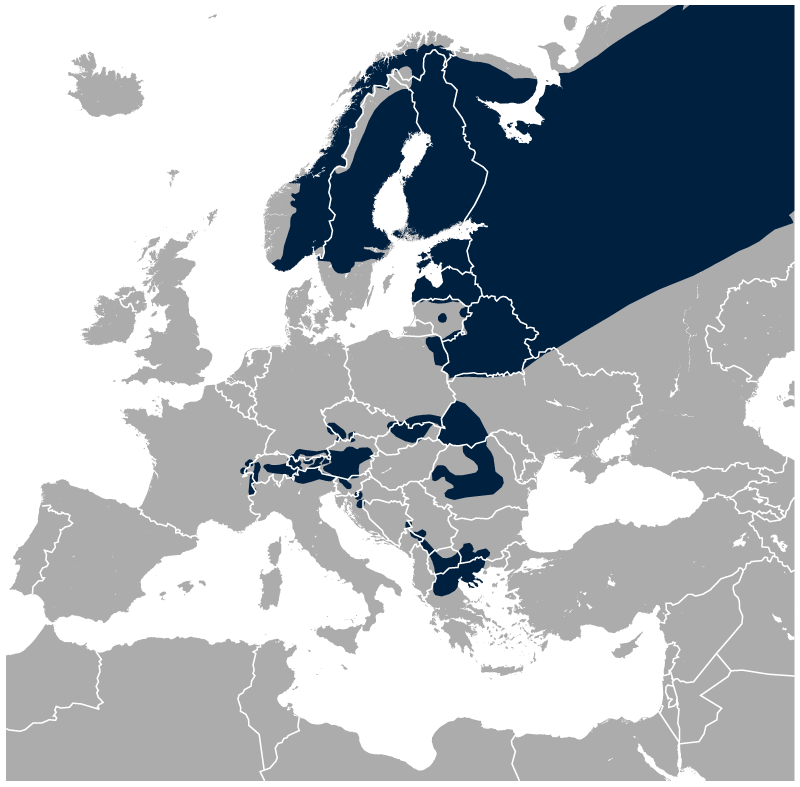
Zasięg w Europie

Dzięcioł trójpalczasty (Picoides tridactylus) – gatunek średniej wielkości ptaka z rodziny dzięciołowatych (Picidae). Jest to obecnie gatunek bliski zagrożenia w Polsce.

## Występowanie
Zamieszkuje szeroki pas lasów borealnych Eurazji od Skandynawii aż po Kamczatkę i Pacyfik. Znaleźć go też można w Alpach, Karpatach i na Bałkanach, a także w środkowych Chinach i na Hokkaido (północna Japonia). Te lokalne tereny lęgowe mogą pochodzić z ostatniej epoki lodowcowej, kiedy to gatunki typowo północne podążały na południe wraz z wycofywaniem się tam lasów borealnych. Gdy lodowiec ustąpił w wyniku ocieplenia klimatu, pozostały te populacje, które zajęły wysokie góry, gdzie klimat był podobny do terenów północnych. Dzięcioł trójpalczasty może zalatywać znad swych terenów lęgowych do najbliższych państw np. do Niemiec, Francji i północnych Włoch. Znalezienie jednak tego ptaka w południowej części Europy jest trudne, gdyż nawet w złych warunkach pogodowych nie opuszcza on swoich rodzinnych terenów. Zasięg podgatunku tajgowego od Norwegii i Uralu ciągnie się po góry Ałtaj, północną Mongolię, Sachalin i Mandżurię.
W Polsce bardzo nieliczny, lokalnie nieliczny. W latach 2013–2017 jego liczebność szacowano na 1000–1400 par lęgowych, co oznacza, że jest najrzadszym z wszystkich gatunków dzięciołów występujących na terenie kraju. Występują tu dwa podgatunki – tajgowy tridactylus i górski alpinus, przy czym ten drugi jest ciemniejszy i ma czarne plamy na białym grzbiecie, a spód ciała gęściej prążkowany. Jako borealny ptak lęgnie się w górach (Karpaty od Babiej Góry po Bieszczady, choć najliczniej w Tatrach i Beskidzie Niskim – podgatunek górski) i na północnym wschodzie, zgodnie z zasięgiem świerka (m.in. Puszcza Białowieska, gdzie znajduje się 10% polskiej populacji podgatunku tajgowego). Oprócz tego dzięcioły te spotyka się w Puszczy Knyszyńskiej, Boreckiej i Augustowskiej, choć nielicznie.
Europejską populację szacuje się na 598 000–1 450 000 par lęgowych (według danych BirdLife International z 2015), a najliczniej występuje w Rosji, Finlandii, Szwecji i Norwegii. Wyręby starodrzewi świerkowych i usuwanie martwych świerków z lasów w minionych wiekach w Europie, w tym w Polsce, spowodowało stopniowe wycofywanie się dzięcioła trójpalczastego wraz ze spadkiem jego liczebności. Na początku XX wieku gniazdował pojedynczo w Sudetach. W ostatnich dekadach nie udało się tam zaobserwować gniazdującej pary, choć widywano pojedyncze osobniki. Obecnie w Polsce liczebność populacji jest stabilna i prawdopodobnie zmienia się w zależności od intensywności zabiegów gospodarki leśnej.

## Podgatunki
Systematyka P. tridactylus jest kwestią sporną. Międzynarodowy Komitet Ornitologiczny (IOC) wyróżnia 8 podgatunków:
- P. t. tridactylus (Linnaeus, 1758) – dzięcioł trójpalczasty[10] – północna Europa do południowego Uralu po południowo-wschodnią Syberię i północno-wschodnie Chiny
- P. t. alpinus C.L. Brehm, 1831 – środkowa i południowo-wschodnia Europa po zachodnią Ukrainę i Rumunię
- P. t. crissoleucus (Reichenbach, 1854) – północny Ural po wschodnią Syberię
- P. t. albidior Stejneger, 1885 – Kamczatka
- P. t. tianschanicus Buturlin, 1907 – wschodni Kazachstan i zachodnie Chiny
- P. t. kurodai Yamashina, 1930 – północno-wschodnie Chiny i północny Półwysep Koreański
- P. t. inouyei Yamashina, 1943 – Hokkaido (Japonia)
- P. t. funebris J. Verreaux, 1871 – dzięcioł tybetański[10] – środkowe Chiny

Autorzy Handbook of the Birds of the World uznają tylko 4 podgatunki z powyższej listy (tridactylus, alpinus, crissoleucus i albidior), piąty – funebris – podnoszą do rangi gatunku, zaś do P. tridactylus wliczają z kolei 3 amerykańskie podgatunki (fasciatus, bacatus, dorsalis) wyodrębniane przez innych systematyków w osobny gatunek o nazwie dzięcioł kordylierski (Picoides dorsalis).

## Charakterystyka

### Cechy gatunku

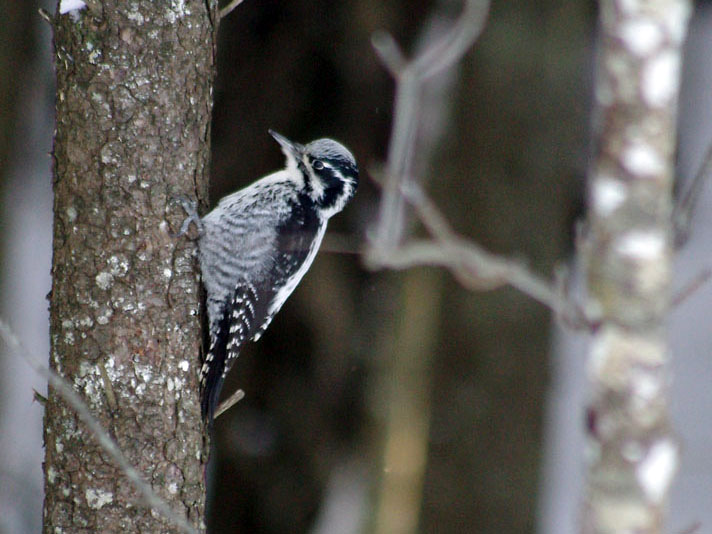
Samica

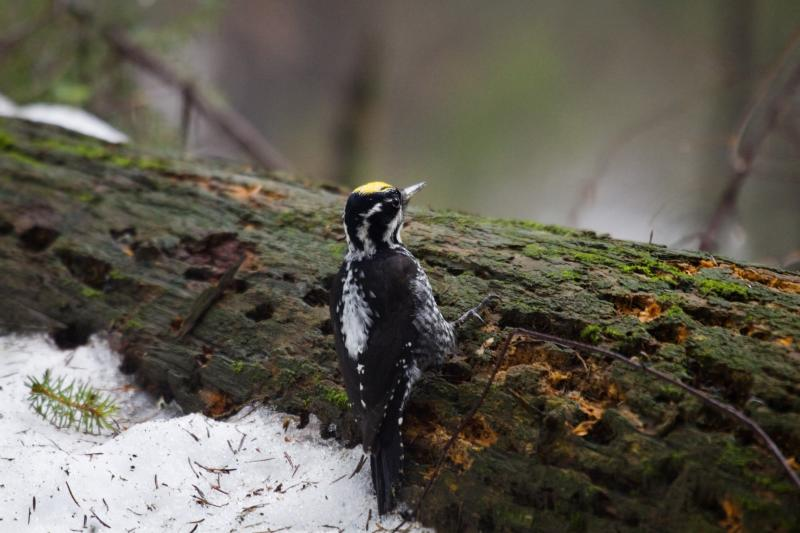
Samiec

Mają tylko trzy palce, z czego dwa zwrócone naprzód, a tylko jeden w tył (inne dzięcioły mają cztery palce – dwa zwrócone do przodu i dwa do tyłu). Stąd też wzięła się jego nazwa. Trójpalczasta noga występuje zwykle u gatunków dobrze biegających po ziemi, ale mają one wszystkie palce skierowane do przodu.
Na odległość przypomina sylwetką dzięcioła dużego lub też dzięcioła średniego. W upierzeniu brak w ogóle koloru czerwonego, natomiast na głowie samiec ma plamę żółtą, a samica – siwosrebrną (z kreskowaniem) i białe czoło (tym różni się od samicy dzięcioła białogrzbietego). Grzbiet od karku do ogona biały; potylica, skrzydła i ogon czarne. Boki ciała są pręgowane, a skrzydła czarne. Zewnętrzne lotki i sterówki z białymi plamami. Na policzkach i boku szyi dwie czarne pręgi. Spód biały z poprzecznymi czarnymi prążkami, najgęstszymi na brzuchu. Młode ptaki ubarwione tak jak dorosły samiec, choć mają mniej kontrastowe barwy i mniejszą czapeczkę.
Rozmiarami porównywalny jest do dzięcioła dużego i białogrzbietego. Lecący wśród świerków dzięcioł trójpalczasty wydaje się być ciemniejszy, niż jest w rzeczywistości. Brak czerwieni ułatwia rozpoznanie tych ptaków, z wyjątkiem samicy dzięciołka (te są jednak o połowę mniejsze i mają wyraźne pręgi na skrzydłach). To gatunek osiadły i terytorialny. Wyjątkowo pojedyncze dzięcioły można spotkać poza miejscem stałego areału. Żyje pojedynczo lub w parach przez cały rok na tym samym obszarze.

### Wymiary średnie
- Długość ciała ok. 21–25 cm[8]
- Rozpiętość skrzydeł 32–35 cm[8]
- Masa ok. 61–75 g[8]

### Głos
Dzięcioły trójpalczaste odzywają się bardzo rzadko w porównaniu z innymi gatunkami tej rodziny. Gdy są zaniepokojone, wydają miękkie „kjok”. Bębnienie wykonują w postaci długiej serii (trwającej 1,5 s) równomiernie oddzielonych od siebie uderzeń, które przypominają wystrzały z karabinu maszynowego. Przypomina trochę bębnienie dzięcioła dużego, ale jest cichsze i słabsze.

## Biotop
Lasy iglaste z przewagą starych, obumierających świerków i jodeł, głównie bory naturalne i pierwotne. W lasach gospodarczych usuwa się starsze drzewa zamieszkiwane przez korniki, przez co dzięcioł takich kompleksów unika. Przez to jego zasięg coraz częściej ogranicza się do ścisłych rezerwatów. Czasem można go spotkać w lasach liściastych, ale z odpowiednią domieszką drzew iglastych. W Polsce spotkać go można też w łęgach, olsach i grądach, jeśli rosną tam świerki. Górski podgatunek zasiedla lasy świerkowo-jodłowe (czasem też modrzewiowe) na wysokości od 650 do 1900 m. Tajga ze świerkami, sosną i olchą w wilgotnych miejscach (torfowiska i brzegi rzek oraz jezior) jest siedliskiem podgatunku borealnego. Zagęszczenie tych ptaków jest bardzo niskie – 1 para na 1 km². Wynika to z zagęszczenia odpowiednio spróchniałych świerków. Para potrzebuje do życia aż 100–400 ha starodrzewi, gdzie dominuje świerk zainfekowany kornikami. Widywany też na pogorzeliskach i obszarach podmokłych.

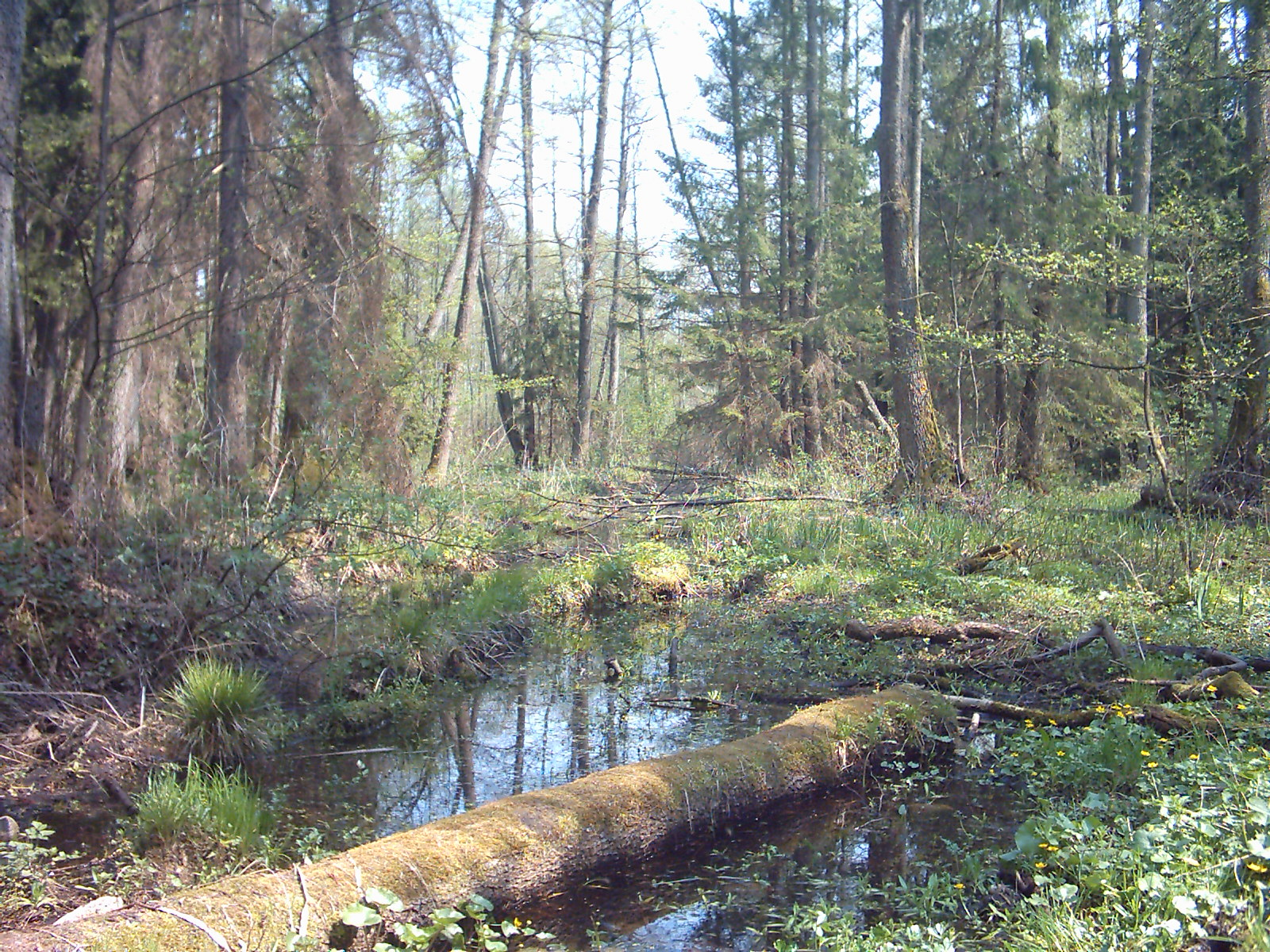
Naturalny drzewostan z udziałem świerka, potencjalne siedlisko dzięcioła trójpalczastego w Puszczy Białowieskiej

W Polsce za potencjalnie istotne dla gatunku uważa się następujące siedliska chronione dyrektywą siedliskową:
- kwaśne buczyny Luzulo-Fagenion,
- żyzne buczyny Dentario glandulose-Fagenion, Galio odorati-Fagenion,
- górskie bory świerkowe ze związku Piceion abietis,
- górski bór limbowo-świerkowy Pino cembrae-Piceetum,
- bory i lasy bagienne,
- łęgi wierzbowe, topolowe, olszowe i jesionowe Salicetum albo-fragilis, Populetum albae, Alnenion glutinoso-incanae, olsy źródliskowe,
- jodłowy bór świętokrzyski Abietetum polonicum.

## Okres lęgowy

### Gniazdo
W samodzielnie wykutej dziupli, na wysokości 1–6 metrów nad ziemią (choć w Białowieskim Parku Narodowym na 10 m) w spróchniałym, martwym drewnie świerku (80%) o pierśnicy ponad 30 cm, osiki i olchy. Średnica otworu dziupli ok. 4–5 cm.

### Jaja

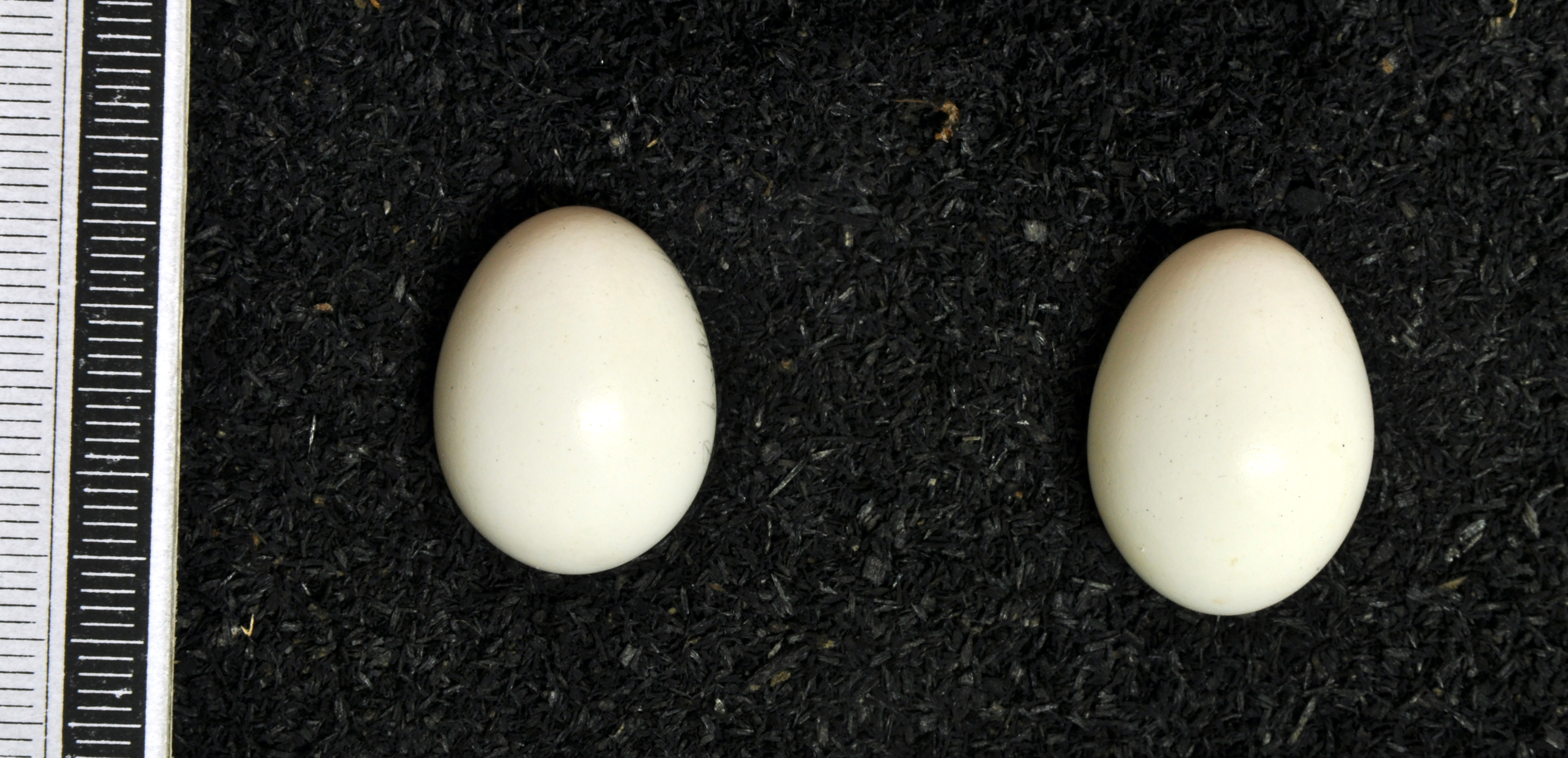
Jaja z kolekcji muzealnej

Jeden lęg w roku, 3–5 jaj składanych w pierwszej połowie maja w odstępach jednodniowych. Skorupa biała, gładka z połyskiem, lekko przezroczysta, o średnich wymiarach 24,5 × 18,5 mm. Ten gatunek dzięcioła, spośród wszystkich, najpóźniej wyprowadza lęgi.

### Wysiadywanie
Jaja wysiadują obydwoje rodzice przez okres 15 dni i wspólnie opiekują się potomstwem. Pisklęta opuszczają dziuplę po ok. 21–25 dniach (w drugiej połowie czerwca), ale gdy wylecą z niej jeszcze przez ponad miesiąc są dokarmiane przez rodziców.

## Pożywienie

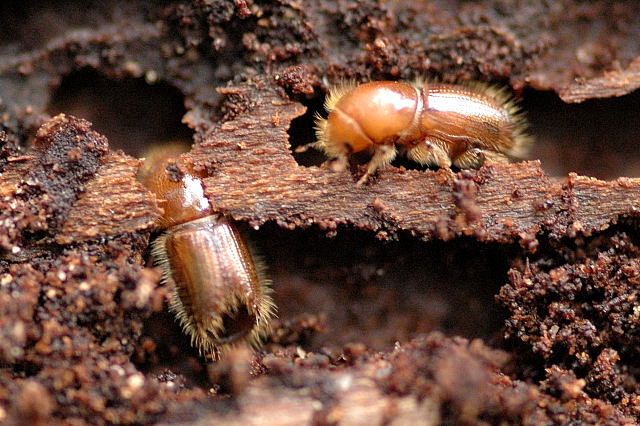
Kornik drukarz jest istotnym elementem diety dzięcioła trójpalczastego

Latem owady (przeważnie gąsienice i poczwarki motyli oraz chrząszczy żyjących w lasach) wydobywane spod kory, zimą głównie nasiona roślin. Zdecydowanie preferują jednak pokarm zwierzęcy, a u niektórych populacji stwierdzono brak pożywienia pochodzenia roślinnego nawet w przypadku niekorzystnych warunków środowiskowych np. zimą. W najchłodniejszej porze roku mogą żywić się bowiem żerującymi w drewnie chrząszczami, a dokładniej ich larwami i poczwarkami ukrytymi w głębszych warstwach drewna poza sezonem wegetatywnym.
Dzięcioły trójpalczaste żerują zwykle w dolnej połowie pnia, odłupując płatki kory bez wykuwania w niej głębokich otworów (jak w przypadku dzięcioła dużego i białogrzbietego. W przypadku masowych pojawów szkodników leśnych w konkretnych latach, te zwykle prowadzące samotny tryb życia dzięcioły, gromadzą się licznie w miejscach koncentrowania się łatwo dostępnego pokarmu. Oszacowano, że może zjeść 670 000 korników rocznie (2600 larw dziennie). Błędnie rozumiany podział zwierząt na pożyteczne i szkodliwe jest w przypadku tego gatunku zatem dobrze widoczny, bo korniki w świerkach nie są szkodnikami, ale stanowią ważny element ekosystemów leśnych, do których należy też dzięcioł trójpalczasty. Korniki są głównym pokarmem w sezonie pozalęgowym. Oprócz tego wyjada kózkowate, ryjkowcowate, błonkówki i pająki. Wypija też soki roślinne – okorowuje drzewo, robi parę rzędów dziurek w korze.

## Status i ochrona
Międzynarodowa Unia Ochrony Przyrody (IUCN) uznaje dzięcioła trójpalczastego za gatunek najmniejszej troski (LC – Least Concern), stosuje jednak inne ujęcie systematyczne i łączy go w jeden gatunek z północnoamerykańskim dzięciołem kordylierskim (P. dorsalis); ponadto jako osobny gatunek traktuje dzięcioła tybetańskiego (P. (t.) funebris), ale również zalicza go do kategorii najmniejszej troski.
Na terenie Polski gatunek ten jest objęty ścisłą ochroną gatunkową. Wymaga ochrony czynnej. Na Czerwonej liście ptaków Polski został sklasyfikowany jako gatunek bliski zagrożenia (NT – Near Threatened).
Zagrożony jest niewłaściwą gospodarką leśną. Wskazana jest ochrona starych, dziuplastych drzew. Ocenia się, że w warunkach alpejskich i Puszczy Białowieskiej na danym terenie powinno rosnąć ponad 20 drzew o pierśnicy 21 cm/ha. Jedna para potrzebuje około 200 ha areału, co przekłada się na 4000 martwych świerków.